# Villar del Humo
Villar del Humo ist ein Ort und eine zentralspanische Gemeinde (municipio) mit 176 Einwohnern (Stand: 2024) im Norden der Provinz Cuenca in der Autonomen Region Kastilien-La Mancha. 

## Lage und Klima
Villar del Humo liegt auf der Westseite des Iberischen Gebirges in einer Höhe von ca. 990 m. Die Provinzhauptstadt Cuenca befindet sich gut 62 Kilometer (Fahrtstrecke) westnordwestlich. Das Klima im Winter ist gemäßigt, im Sommer dagegen warm bis heiß. Regen (482 mm/Jahr) fällt das ganze Jahr über.

## Bevölkerungsentwicklung
| Jahr      | 1970 | 1981 | 1991 | 2001 | 2011 | 2021 |
| Einwohner | 857  | 569  | 500  | 390  | 283  | 178  |

## Sehenswürdigkeiten
- Felsmalereien in der Peña del Escrito
- Kirche Mariä Himmelfahrt
- Kapelle Mariä Gnade

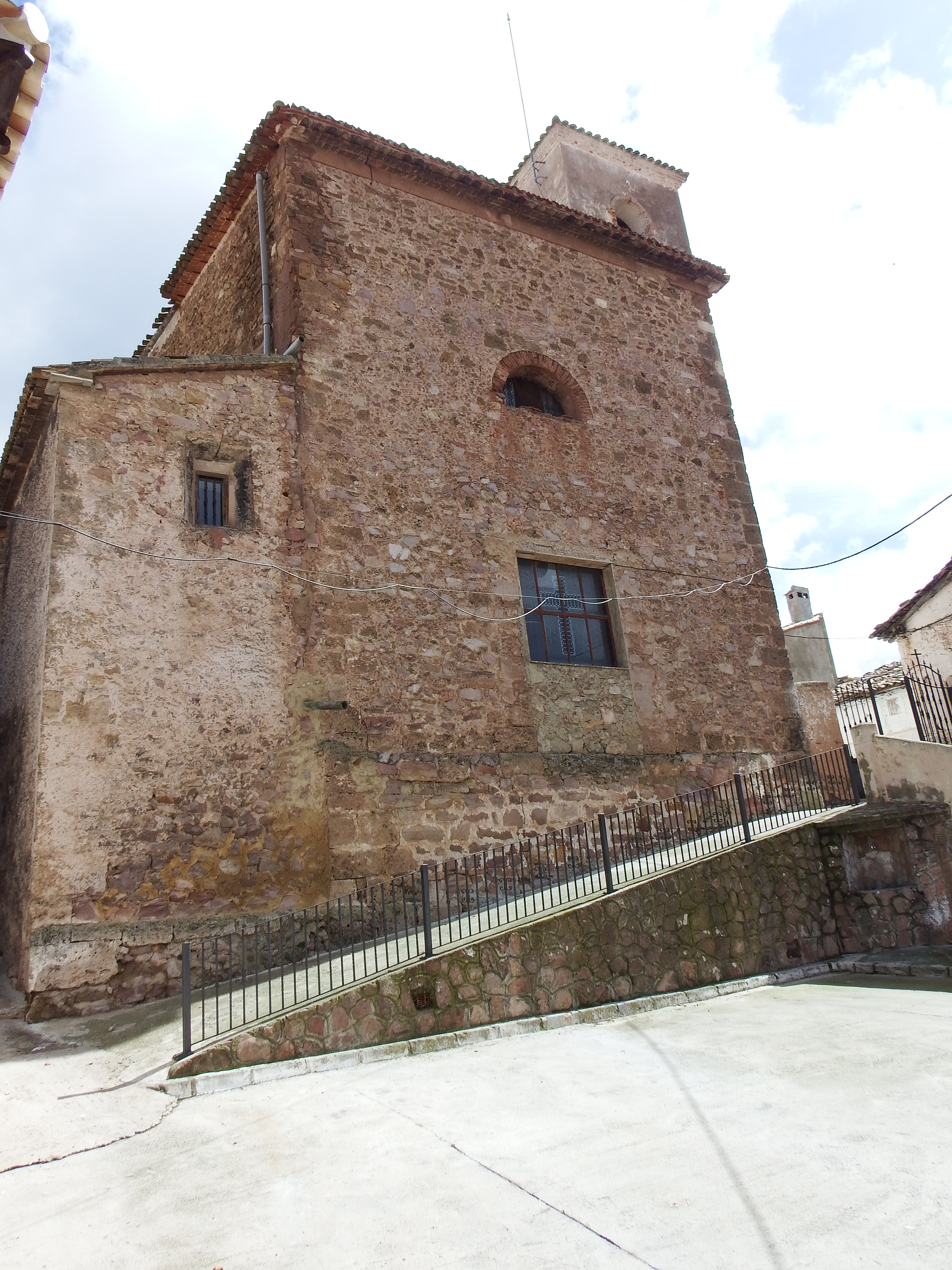
Peterskirche
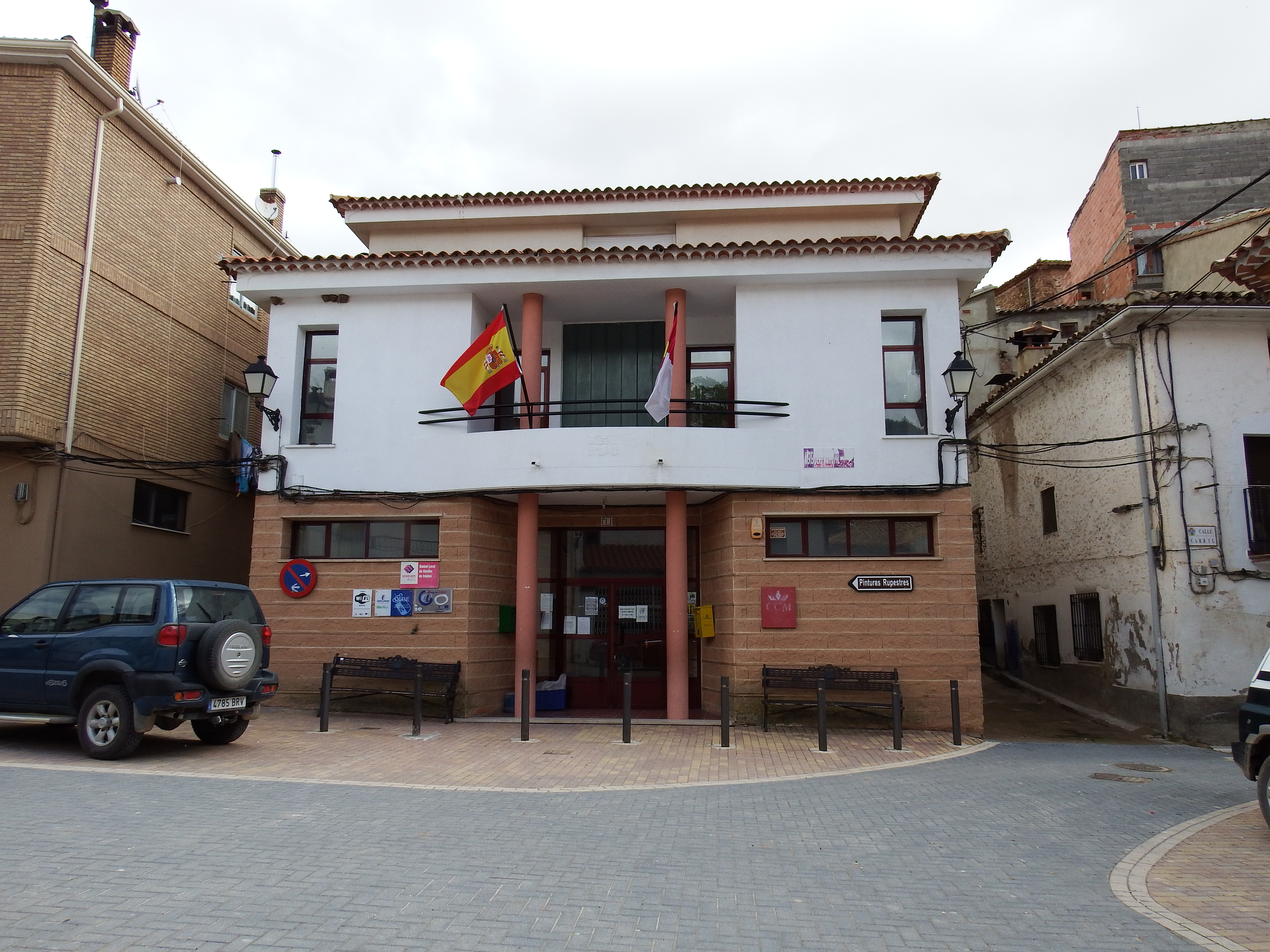
Rathaus
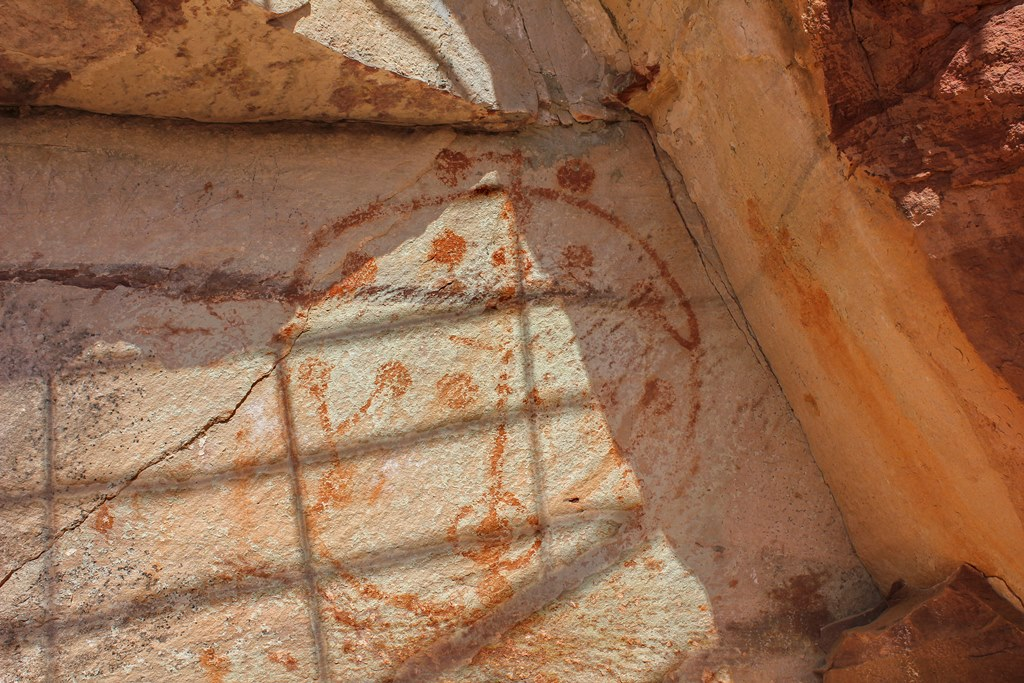
Peña del Escrito